# Nadezjda Torlopova
Nadezjda Viktorovna Torlopova (ryska: Надежда Викторовна Торлопова), född 23 november 1978 i Kazakstan, är en rysk boxare som tog OS-silver i mellanviktsboxning 2012 i London. 